# Seven (chanson de David Bowie)
Pour les articles homonymes, voir Seven.
Singles de David Bowie
Survive
(décembre 1999) Slow Burn
(juin 2002)
Pistes de 'hours...'
If I'm Dreaming My Life
(4) What's Really Happening?
(6)
Seven est une chanson de David Bowie parue en 1999 sur l'album 'hours...'.
Cette ballade acoustique, coécrite avec le guitariste Reeves Gabrels, constitue le quatrième et dernier single tiré de l'album, après Thursday's Child, The Pretty Things Are Going to Hell et Survive. Les différents singles proposent des versions remixées par Marius de Vries et Beck.

## Histoire
Comme la plupart des chansons de 'hours...', Seven connaît une genèse lente. Elle est d'abord enregistrée sous forme de démo au cours de l'année 1998 par Bowie en tandem avec le guitariste Reeves Gabrels. Sa version finale est enregistrée en plusieurs phases, d'abord aux studios londoniens du label Mute Records à la fin de 1998, puis dans les studios new-yorkais Looking Glass et Chung King dans la première moitié de 1999.
Bowie n'interprète Seven que pendant la tournée 'hours…' Tour et lors de ses apparitions télévisées pour la promotion de l'album, entre fin 1999 et début 2000. Elle disparaît définitivement de ses setlists par la suite. Une version enregistrée lors du concert à l'Élysée-Montmartre de Paris du 14 octobre 1999 est éditée en janvier 2000 en face B du single Survive.
Dernier single extrait de 'hours...', Seven se classe no 32 des ventes au Royaume-Uni. Le CD single sort en trois versions, avec des pochettes de couleur différente. La première n'inclut pas la version de l'album et présente à la place la démo originale de Bowie et deux remixes, un par Marius de Vries et un autre par Beck. La deuxième comprend la version de l'album de Seven avec un remix de I'm Afraid of Americans en face B, ainsi que le clip de cette dernière chanson. La troisième se compose de versions de Seven, Something in the Air et The Pretty Things Are Going to Hell enregistrées lors du concert donné au Kit Kat Klub de New York le 19 novembre 1999.
D'autres versions enregistrées en direct de Seven figurent sur les albums VH1 Storytellers et Bowie at the Beeb.

## Caractéristiques artistiques
Seven est une ballade simple, dominée par le son de la guitare acoustique, qui rappelle les chansons les plus calmes de l'album Hunky Dory, sorti en 1971. La comparaison n'est pas à son avantage selon Matthieu Thibault, qui juge ce morceau trop modeste, avec un chant trop dépourvu d'émotion. Nicholas Pegg est plus positif : à ses yeux, la mélodie est superbe et la guitare slide parfaite dans sa simplicité.
Bien que le narrateur évoque sa mère, son père et son frère, Bowie est prompt à réfuter toute interprétation autobiographique de ses paroles. Il explique que la chanson a pour réel sujet la mémoire et l'oubli, avec en toile de fond l'idée qu'il faut vivre pleinement l'instant présent, sans se préoccuper de l'avenir ou du passé. Chris O'Leary remarque néanmoins que le chiffre 7, avec les nombreux symbolismes qui lui sont attachés, semble aller à l'encontre de ce message en ancrant résolument le texte dans le passé. Nicholas Pegg note quant à lui que les livres d'heures médiévaux présentent typiquement sept psaumes de pénitence, tout en soulignant que la mention des tombes des dieux semble évoquer le « Dieu est mort » de Nietzsche, forte influence de Bowie au début des années 1970.

## Fiche technique

### Chansons
Toutes les chansons sont écrites et composées par David Bowie, sauf mention contraire.
| 1. | Seven (Marius de Vries Mix) | 4:12 |
| 2. | Seven (remix by Beck)       | 3:44 |
| 3. | Seven (Demo)                | 4:05 |

| 1. | Seven (Album Version)                            |                        | 4:04 |
| 2. | I'm Afraid of Americans (Nine Inch Nails V1 Mix) | David Bowie, Brian Eno | 5:31 |
| 3. | I'm Afraid of Americans (Video)                  |                        |      |

| 1. | Seven (Live)                               | 4:00 |
| 2. | Something in the Air (Live)                | 4:50 |
| 3. | The Pretty Things Are Going to Hell (Live) | 4:10 |

### Musiciens
- David Bowie : chant, guitare acoustique à douze cordes, claviers
- Reeves Gabrels : guitare solo, guitare rythmique, synthétiseur, programmation des batteries
- Mark Plati : basse
- Sterling Campbell : batterie
- Everett Bradley : percussions[8]

### Équipe de production
- David Bowie : producteur
- Reeves Gabrels : producteur
- Kevin Paul : ingénieur du son[8]

### Classements
| Classement                     | Meilleure position |
| ------------------------------ | ------------------ |
| Pays-Bas (Single Top 100)      | 97                 |
| Royaume-Uni (UK Singles Chart) | 32                 |